# Никола Кокорина
Никола Кокорина (Чајетина, 1881—Бизерта, ?) био је земљорадник, учесник Балканских ратова и Првог светског рата и носилац Карађорђеве звезде са мачевима.
Рођен је 2. августа 1881. године у Чајетини, у породици сиромашних земљорадника Милоша и Стане. Због лошег материјалног стања радио је угоститељске послове. У Балканске ратове је кренуо у саставу 3. чете 2. батаљона IV пешадијског пука, са којим је прошао ратишта од Куманова до Брегалнице. Од првог дана се истицао јунаштвом, посебно на Бакарном гувну, где је био рањен у леву ногу.
У Првом светском рату прошао је све борбе дринске и колубарске операције, прешао албанску голготу и преко Крфа стигао на Солунски фронт. У борбама на Безименој коси рањен је у леву ногу и пошто ране нису могле бити саниране у Солуну, трнспортован је у француску болницу у Бизерти. Лекари су, да би му спасили живот, предложили ампутирање ноге, на шта он није пристао. Умро је у Бизерти, од задобијених рана и сахрањен на Српском војничком гробљу у Мензел Бургиби.
Његов гроб је 2003. године пронашао и посетио синовац Миленко Кокорина, који је испоштовао аманет свог оца и Николиног брата Влајка да му се пронађе гроб.